# Tongwei
Tongwei, tidigare stavat Tungwei, är ett härad i Dingxi stad på prefekturnivå i nordvästra Kina.
Det är en av Kinas äldsta härad och grundades år 114 f.Kr. under Handynastin.
Tongwei var en av hållpunkterna under den Långa marschen, kommunisternas långvariga reträtt från sitt basområde i Jiangxi 1934-35. Röda arméns ledning nådde häradet i september 1935 och erfor från en rapport i tidningen Dagongbao att ett kommunistiskt bataljon fortfarande opererade i norra Shaanxi-provinsen. På ett möte den 28 september beslutade partiledningen att föra Röda armén till norra Shaanxi och där upprätta ett nytt basområde.
Under det Stora språnget 1958-63 drabbades Tongwei särskilt hårt av hungersnöden och förlorade omkring en tredjedel av sin befolkning på grund av svälten.

## Administrativ indelning
Tongwei är indelat i 14 köpingar och fyra socknar.
Köpingar (zhen):

- Bangluo (榜罗镇)
- Beichengpu (北城铺镇)
- Biyu (碧玉镇)
- Changjiahe (常家河镇)
- Huajialing (华家岭镇)
- Jichuan (鸡川镇)
- Longchuan (陇川镇)
- Longshan (陇山镇)
- Longyang (陇阳镇)
- Maying (马营镇)
- Pingxiang (平襄镇)
- Shichuan (什川镇)
- Xiangnan (襄南镇)
- Yigangchuan (义岗川镇)

Socknar (xiang):

- Disanpu (第三铺乡)
- Lijiadian (李家店乡)
- Sizichuan (寺子川乡)
- Xinjing (新景乡)